# Liste d'organisations internationales
Cet article est une ébauche liste d'organisations internationales avec logo.

## Organisations internationales
- Cour pénale internationale
- Institut international du froid
- Organisation pour la sécurité et la coopération en Europe
- Organisation africaine de la propriété intellectuelle
- Conseil mondial de la paix
- Union internationale pour la conservation de la nature

Organisation des Nations unies via ses agences et organes
- Cour internationale de justice (Tribunal spécial des Nations unies pour le Liban, Tribunal pénal international pour l'ex-Yougoslavie...)
- Organisation pour l'interdiction des armes chimiques
- Organisation mondiale de la santé (OMS)
- Organisation des Nations unies pour le développement industriel
- Conférence des Nations unies sur le commerce
- Programme des Nations unies pour le développement
- Programme des Nations unies pour l'environnement
- Programme alimentaire mondial
- Fonds des Nations unies pour l'enfance
- Haut Commissariat des Nations unies pour les réfugiés
- Programme des Nations unies pour les établissements humains

- Organisation internationale du travail
- Organisation des Nations unies pour l'alimentation et l'agriculture
- Organisation européenne et méditerranéenne pour la protection des plantes
- Organisation des Nations unies pour l'éducation
- Banque mondiale
  - Banque internationale pour la reconstruction et le développement
- Fonds monétaire international
- Organisation de l'aviation civile internationale
- Organisation maritime internationale
- Union internationale des télécommunications
- Union postale universelle
- Organisation météorologique mondiale
- Organisation mondiale de la propriété intellectuelle
- Fonds international de développement agricole
- Organisation mondiale du commerce
- Agence internationale de l'énergie atomique (AIEA)
- Organisation mondiale du tourisme

## Organismes internationaux pour la promotion du français dans le monde et des diversités culturelles, en milieux scolaires et universitaires
- Organisation internationale de la Francophonie (OIF)
- Agence Universitaire de la Francophonie (AUF)

## Organisations à vocation régionale

Organisations régionales en 2022.

### Aires linguistiques pluricontinentales
- Commonwealth of Nations (CON)
- Communauté des pays de langue portugaise (CPLP)
- Organisation internationale de la francophonie

### Afrique
- Banque africaine de développement (BAD)
- Communauté économique des États de l'Afrique de l'Ouest (CEDEAO)
- Union africaine (UA anciennement Organisation de l'unité africaine OUA)
- Communauté économique des États de l'Afrique Centrale (CEEAC)
- Communauté économique et monétaire de l'Afrique centrale (CEMAC)
- Union économique et monétaire ouest-africaine (UEMOA)
- Communauté des États sahélo-sahariens (CEN-SAD)
- Commission économique pour l'Afrique (CEA)
- Commission de l'océan Indien (COI)
- Organisation pour l'harmonisation en Afrique du droit des affaires (OHADA)
- Communauté de développement de l'Afrique australe (CDAA)
- CGG
- CEPGL
- ADPA
- APO
- COMESA
- Commission africaine des droits de l'homme et des peuples (CADHP)

### Amérique
- Association des États de la Caraïbe (AEC)
- Accord Canada–États-Unis–Mexique (ACEUM), qui fait suite à l'Accord de libre-échange nord-américain (ALENA)
- CARICOM
- Union des Nations Sud-Américaines (UNASUR)
- MERCOSUR
- Organisation des États américains
- Organisation du traité de coopération amazonienne
- Pacte andin

### Asie
- Association des nations du Sud-Est asiatique (ASEAN)
- Banque asiatique de développement (BAD)
- Banque asiatique d'investissement pour les infrastructures (AIIB)
- Organisation des États turciques (OET)
- Fond turcique d'investissement

### Europe
- Agence spatiale européenne (ESA)
- Agence européenne de la sécurité aérienne (AESA)
- Office européen des brevets (OEB)
- Association européenne de libre-échange (AELE)
- Banque européenne d'investissement (BEI)
- Banque européenne

- Union pour la Méditerranée
- Conseil de l'Europe
- Union européenne (UE)

### Moyen-OrientetAfrique du Nord
- Ligue arabe
- Banque islamique de développement (BID)
- Fonds monétaire arabe (FMA)

### Océanie
- Groupe Fer de lance mélanésien
- Groupe des dirigeants polynésiens
- Forum du développement des îles du Pacifique
- Forum des îles du Pacifique
- Communauté du Pacifique

## Organisations à vocation militaire
- Organisation du Traité de l'Atlantique Nord (OTAN)
- Organisation Conjointe de Coopération en matière d'Armement (OCCA)
- Organisation du traité de sécurité collective (OTSC)
- Traité de coopération mutuelle et de sécurité entre les États-Unis et le Japon
- ANZUS, mais alliance suspendue entre les États-Unis et la Nouvelle-Zélande depuis 1985.
- Union africaine (UA), essentiellement pour des opérations de maintien de la paix.
- Organisation de coopération de Shanghai (OCS)
- Identité européenne de sécurité et de défense (IESD)

## Organisations fondées sur d'autres objectifs

### Technique
- Office européen des brevets

### Économique
- Organisation mondiale du commerce (OMC)
- Banque mondiale (BM)
- Banque des règlements internationaux (BRI)
- Fonds monétaire international (FMI)
- Organisation des pays exportateurs de pétrole (OPEP)
- Organisation de coopération et de développement économiques (OCDE)
- Agence internationale de l'énergie (AIE)

### Scientifique
- Observatoire européen austral
- Bureau international des poids et mesures
- Institut international des Sciences administratives
- Institut international du froid (IIF)
- Conseil international des sciences (anciennement Conseil international pour la science et Conseil international des sciences sociales) et ses membres